# Григорівщина (Миргородський район)
Григорівщина —  село в Україні, у Шишацькій селищній громаді Миргородського району Полтавської області. Населення становить 93 особи. До 2015 орган місцевого самоврядування — Шишацька селищна рада.

## Географії

### Розташування

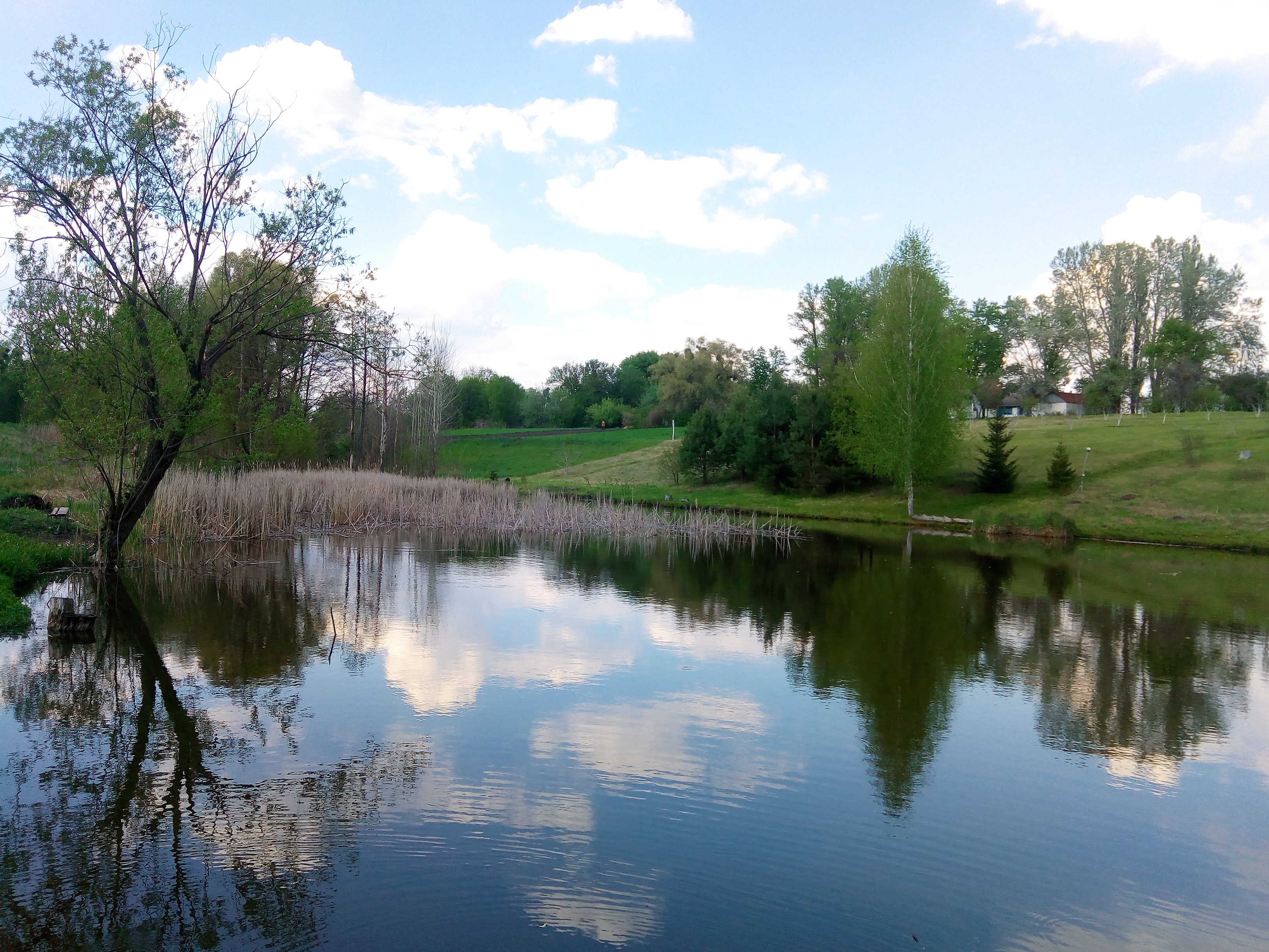
Мальовничий ставок у с. Григорівщина, Шишацького р-н., Полтавської обл. (Ставок Волошина О.І.)

Село Григорівщина примикає до села Цьови, на відстані 1 км розташовані села Зелене та Чернишівка. По селу протікає пересихаючий струмок з загатою. Поруч проходить автомобільна дорога Т 1720.

### Флора та фауна
Рослини. Серед типового  різнотрав'я Полтавщини у с. Григорівщина та
на його околицях, можна знайти рідкісні Червонокнижні види, зокрема  такі, як Шафран сітчастий, Горицвіт весняний, Сон чорніючий, Тюльпан дібровний тощо. Зустрічаються і регіонально рідкісні рослини – Анемона лучна, Конвалія звичайна, Проліска і т.д.
Тварини. Типові види для цього регіону, червонокнижними серед яких є: жук олень, джміль тесляр, переливниця, павичеве око.  А ще не так давно на околоцях села
можна було зустріти козуль, численних зайців, черепаху болотну, лисиць, диких свиней і навіть лосів.
За свідченнями жителів села у середині ХХ століття мілководдя Григорівської річечки кишіло невеликими рибками, довжиною 8-10см, яку завдяки великій чисельності і малим розмірам григорівці ловили підхваткою. Але уже в кінці ХХ століття зустріти цей вид стало майже не можливо, а потім він і зовсім зник із Григорівського струмка. Що це був за вид на сьогодні встановити важко, але аналізуючи дані очевидців можна припустити, що це був представник родини В'юнові, оскільки  риба мала невеликі такзвані вусики. Чому цей вид так швидко зник з екосистеми можна лише здогадуватися – посилився антропогенний тиск – масовий вилов, підвищена чутливість виду до різних хімічних забрудненість води, поява природного ворога тощо.

## Історія
Коли виникло село Григорівщина достовірно не відомо, перші згадки про його існування зустрічається починаючи з XVIII століття. Щодо походження назви села існує декілька версій, але жодна з них не є остаточною. Найбільшвідомою і найбільш прийнятною серед григорівців є  версія, про те, що село було названо на честь сина дворянина Чарниша - Григорія, який жив неподалік.
Село знаходиться по дві сторони невеликого струмка, Григорівської річки, що бере початок у долині сусіднього села Цьови та протікаючи через усю Григорівщину наповнює три ставки. Найстарішим серед них є ставок, що знаходиться в центрі села. За селом знаходиться ставок, який отримав назву Генералський. Наймолодшим є невеликий, але мальовничий ставок у районі Новоселівки, який був створений у 90-х роках жителем села Григорівщина. Минаючи село струмок протікає прилеглою до Григорівщини долиною і згодом губиться у Чернишівському лісі та впадає у річку Говтва.
Територія сучасного села багата археологічними знахідками, серед яких - кам'яний тупорець древніх культур, знайдений на околиці села під час сільськогосподарських робіт. Череп'яна миска Черняхівської культури, з характерним видавленим малюнком по краях та своєрідним темним кольором. Всі вони містяться в  Шишацькому краєзнавчому музеї. На полі за селом розташовані козацькі кургани.
Перші поселення села були на лівому боці струмка, сьогодні дану частину села називають «вигін» або «хутір». Частину села від центру у сторону с.Чернишівка (над Генеральським ставком) називали "П'ятихатки". Поселення на правому боці з'явилися дещо пізніше, приблизно в кінці ХІХ століття, дана частина села відома як «Бочани», «Той-бік». В цей час Григорівщина продовжує розбудовується, і на лівому боці села виникає нова вулиця, яка тягнеться від «хутора» в сторону Шишаків, а ж до сусіднього села Цьови. Новостворену вулицю односельці називають «Новоселівкою». Таким чином, два села наче об'єнались, але при цьому не втратили своєї самостійності, і навіть підпорядковуються різним сільським радам.
Літом 1923 року жителі села створюють колективне господарство ім. Будьоного. Ті хто не приєднався до даного господарства у 1930 році були репресовані. Як самостійна одиниця господарство ім. Будьоного проіснувало не довго, під тиском влади господарство об'єднали з господарством «8 Березня» сусіднього села Чернишівка.
Під час Другої світової війни, а саме 15-17 вересня 1943 р. – Григорівщина майже повністю була спалена, вціліли лише дві хатини під черепицею, в інших дворах тільки поодинокі дерева садів нагадували про колись новозбудовані вулиці.
Після війни Григорівщина розбудовується, так з кінці 50-х років-початку 60-х років село почало освітлюватися за допомогою електоенергії, невдовзі – в кожній хаті з'являється провідне радіо. В центрі села, «на вигоні», збудували новий магазин, у якому можна було придбати як продукти харчування, так і різні побутові речі. На місці старого «клубу-землянки» збудовано новий Будинок культури на 300 місць, який майже кожного вечора запрошував григорівців та гостів з інших сіл, на перегляд кінофільмів; концертів та вистав у святкові дні. Так під керівництвом завклуба самодіяльного художника Кармазина М. П., у стінах цього будинку культури поставлено не одну десятку відомих вистав: «Сватання на гончарівці» Г. Квітки-Основ'яненка, «Ревізор» М. Гоголя, «Назар Стодоля» Т. Шевченка, «Мартин Боруля» І. Карпенка-Карого, «Наталка-Полтавка» І. Котляревського,  «За двома зайцями» М. Старицького  тощо.
З протилежної сторони будинку культури був обладнаний дитячий садок. Куди приймали дітей віком від 2-3 місяців – менша група (так звані «ясла») та старша група. У школу діти ходили у сусіднє село Чернишівка.
У господарської частини села була конюшня, гусятник та млин. Конюшня та гусятник знаходилися за селом над Генеральським ставком, конюшня розміщувалася на лівій стороні села, гусятник – на правій. На той час майже у кожному селі був свій млин, не винятком була і Григорівщина, він знаходився на полі за селом зі сторони с. Чернишівка. Користувалися ним не лише григорівці, а й мешканці інших сил, зокрема Чернишівки.
У 70-х роках будинок культури був зруйнований, а з ним і дитячий садок. Така ж доля чекала і магазин, конюшню, гусятник. Місце, де знаходився будинок культури, магазин та конюшня розорали і перетворили на поле. Перестав функціонувати і млин. Незважаючи на це чисельність села була ще досить високою.
Позитивні зміни для Григорівщини приніс 1980 рік, до села провели газове опалення. Дещо пізніше збудували новий великий магазин у центрі Григорівщини.
У 1988-89 р.р. – у селі зробили нову дорогу. Проте, на жаль, у середині 90-х років, як і більшості сіл України, новозбудований магазин було закрито.
На початку ХХІ століття кількість населення в селі зменшилась майже втричі. Але навіть це не вплинуло на колоритність та мальовничість села. Рятівним для села є його розташування неподалік від районного центру – смт. Шишаки, де й навчаються діти, працюють григорівці, там же лікарня, дитсадок, магазини.
Нині вулиці Григорівшини освітлюються ліхтарями, створено дитячий маданчик для юних жителів села, встановлено нову зупинку для очікування транспорту. На новорічні свята у центрі села встановлюють святкову ялинку, біля якої жителі збираються на святкування села.
12 червня 2020 року, відповідно до розпорядження Кабінету Міністрів України № 721-р «Про визначення адміністративних центрів та затвердження територій територіальних громад Полтавської області», село увійшло до складу Шишацької селищної громади.
19 липня 2020 року, в результаті адміністративно - територіальної реформи та ліквідації Шишацького району, село увійшло до складу новоутвореного Миргородського району Полтавської області.